# Dössebacka
Dössebacka, även Dösebacka, är ett samhälle i Romelanda socken, Kungälvs kommun, vid Göta älvs västra strand cirka en mil nordost om Kungälv. SCB hade fram till 2015 för bebyggelsen i Dössebacka och dess grannby i söder Timmervik avgränsat och namnsatte småorten till Dössebacka och Timmervik. Från 2015 har småroten delats och Timmervik utgör därefter en egen småort Timmervik och Illekärr.  
Mest känt i Dössebacka är det nu nedlagda sandtaget som tydligt syns om man färdas på Göta älv, Norge/Vänerbanan eller E45 mellan Nödinge och Nol. En av Kungälvs vattentäkter ligger i anslutning till det gamla sandtaget.

## Historia
Dössebacka är inte bara känt för sitt sandtag och försäljning av grus från 1860-talet och framåt utan kanske framförallt som militärt övningsfält för Göta artilleriregemente (A 2). I april 1817 fick regementschefen besked från landshövdingeämbetet att man funnit ett lämpligt övningsfält i Romelanda. Platsen benämndes "Dösebacka slätt". Området var bevuxet med ljung och marken var tuvig vilket regementschefen hade invändningar mot. Trots regementschefens invändningar blev de styrandes beslut att Göta artilleriregementes övningsfält skulle förläggas till Dösebacka.
Under mer än 40 år – från 1821 till 1863 – tjänstgjorde "Dösebacka slätt" som övningsfält för Göta artilleriregemente. Heden arrenderades av Göta artilleriregemente från närliggande hemman för målskjutningar och bombkastning. Skottlinjen gick till det närbelägna berget Aleklätten och på heden hade en större officersbyggnad samt stallar och materialbodar uppförts, som revs 1863. Landningsplatsen för den material som per båt fraktades till skjutfältet förlades till Stahn. Därifrån ledde en väg upp till övningsfältet.
Skjutövningarna pågick som regel endast från mitten av juni fram till midsommar. Man övade med två batterier. Då det ena batteriet var sysselsatt med skjutning användes tiden för det andra dels till taktiska övningar, dels exercerades till fots, dels med anspända kanoner. I det senare fallet övades manöver i all slags oländig terräng, vilket Dössebackas omgivning har i hög grad. 

## Natur
Längs Göta älvs västra strand, sydost om Romelanda kyrka ligger Dösebackaplatåns naturreservat.

## Personer från orten
Operasångaren Helena Döse härstammar från området. 